# JSM Béjaïa
Jeunesse Sportive Madinet de Béjaïa (în arabă الشبيبة الرياضية لمدينة بجاية), denumit în mod obișnuit JSM Béjaïa sau simplu JSMB, este un club de fotbal algerian și reprezintă orașul Béjaïa în competițiile algeriene, situată în nordul Algeriei.